# ジャン・ツェラル
ジャン・ツェラル（Žan Celar、1999年3月14日 - ）は、スロベニア・クラーニ出身のサッカー選手。クイーンズ・パーク・レンジャーズFC所属。ポジションはFW。

## クラブ経歴
2016年にNKマリボルでプロデビューし、翌年にASローマへと移籍した。2019年3月11日、セリエAのエンポリFC戦にて、86分にパトリック・シックとの途中交代でトップチームデビューを果たした。
2019年7月10日、2019-20シーズンはセリエBのASチッタデッラにレンタル移籍することが決定した。2020年1月30日、シーズン終了までUSクレモネーゼにレンタル移籍をした。シーズン終了後、2020-21シーズンまでレンタル期間が延長された。
2021年8月27日、FCルガーノに4年契約で移籍した。
2024年7月19日、クイーンズ・パーク・レンジャーズFCに移籍した。

## 代表経歴
スロベニアの世代別代表で通算17得点を挙げ、2021年11月14日、2022 FIFAワールドカップ・予選のキプロス代表戦にてスロベニア代表デビューを飾った。
UEFA EURO 2024に選出